# Standardanleihe
Die Standardanleihe (auch: Kuponanleihe; Festzinsanleihe; englisch Fixed Rate Notes, Straight Bonds, Plain-Vanilla-Bonds) ist eine Anleihe, deren Anleihebedingungen einen festen meist jährlich nachschüssig gezahlten Nominalzins und eine vollständige Rückzahlung bei ihrer Fälligkeit vorsehen. 

## Allgemeines
Die Anleihen mit dem weltweit größten Emissionsvolumen sind Standardanleihen. Nach ihren Emittenten oder Verwendungszweck werden sie konkret Hypothekenanleihen, Kommunalanleihen, Pfandbriefe, Staatsanleihen oder Unternehmensanleihen genannt. Nicht zu den Standardanleihen gehören Aktienanleihen, Annuitätenanleihen, Auslosungsanleihen, Doppelwährungsanleihen, ewige Anleihen, Floater, Fremdwährungsanleihen, Gewinnschuldverschreibungen, Hybridanleihen, Indexanleihen (insbesondere inflationsindexierte Anleihen), Junk Bonds, Katastrophenanleihen, Losanleihen, Nullkuponanleihen, Optionsanleihen, Tilgungsanleihen, Wandelanleihen oder Zwangsanleihen. Weitere, nicht zu den Standardanleihen gehörende Schuldverschreibungen sind beispielsweise Anleihen, bei denen die Anleihebedingungen ein Kündigungsrecht für Gläubiger oder Schuldner vorsehen.
Der Nominalzins („Kupon“) von Standardanleihen ist in der Regel nicht mit dem Marktzins identisch. Dies kann daran liegen, dass sich der Marktzins seit Ausgabe der Anleihen geändert hat, der Marktzins unrund war und im Interesse eines runden Nominalzinses deshalb ein vom Marktzins verschiedener Zinssatz gewählt wurde. Liegt beispielsweise der Marktzins bei 2,85 %, wählt der Emittent einen Nominalzins von 3 % aus, was sich auf den Emissionskurs auswirkt (Überpariemission). Ein weiterer Grund ist darin zu sehen, dass es sich um Deep Discount Bonds handelt, die bewusst unter pari emittiert wurden.

## Bewertung
Unter der Annahme einer flachen Zinsstruktur bewertet man eine Standardanleihe nach folgender Formel:
{\displaystyle P_{0}={\frac {K}{r}}+{\frac {N-{\frac {K}{r}}}{(1+r)^{n}}}},
wobei
- {\displaystyle P_{0}} = Barwert (Börsenkurs der Anleihe),
- {\displaystyle K} = Kupon,
- {\displaystyle r} = (laufzeitunabhängiger) Marktzinssatz,
- {\displaystyle n} = Laufzeit in Jahren,
- {\displaystyle N} = Nennwert der Anleihe.

## Yield to Maturity (Effektivverzinsung)
Die Effektivverzinsung (englisch Yield to Maturity, YtM) errechnet sich aus der Diskontierung der zukünftigen Cash Flows (Kupon und Nominalbetrag) mit einem einheitlichen Diskontierungsfaktor. Ergebnis der Diskontierung ist der heutige Kurs.
Probleme
Die Effektivverzinsung ist nur eingeschränkt zum Vergleich von Anleihen geeignet:
- Für zahlreiche Anleihen kann die Effektivverzinsung noch nicht einmal berechnet werden.
- Zusätzliche Probleme ergeben sich bezüglich der Restlaufzeit:
  - Bei einer freien Restlaufzeit ist die Wiederanlageprämisse nötig, um überhaupt zwei Anleihemöglichkeiten vergleichen zu können, ansonsten hat die Anleihe mit höchster Restlaufzeit automatisch die höchste Effektivverzinsung.
  - Bei einer vorgegebenen Restlaufzeit hängen relative Über- und Unterbewertungen im Markt nicht von einer Vergleichsvariable ab. Durch Linearkombination verschiedener Instrumente kann u. U. eine höhere Effektivverzinsung erzielt werden.
- Theoretischer Kuponeffekt: Bei normaler Zinsstruktur gilt für Anleihen gleicher Restlaufzeit (RLZ), dass der Kupon umso höher ist, je niedriger die Effektivverzinsung ist. Bei inverser Zinsstruktur gilt die Umkehrung, was sich durch die Wiederanlageprämisse ergibt.

## Bewertung mit unterjährigen Zinszahlungen
Findet die Kuponzahlung nicht jährlich, sondern z. B. halbjährlich oder vierteljährlich statt, so sind die Zinsperioden und Marktzins dementsprechend anzupassen, weil ein Zinseszinseffekt für die unterjährig ausbezahlten Kupons berücksichtigt werden muss. Alternativ dazu kann man auch den Jahreskupon so anpassen, dass der Zinseszinseffekt in den Zins eingerechnet wird.
Variante 1
Für den unterjährig gezahlten Zins rz muss gelten:
{\displaystyle r_{z}=(1+r)^{\frac {1}{z}}-1},
wobei {\displaystyle z} die Anzahl der jährlichen Zinszahlungen darstellt.
Die Bewertungsformel für die Standardanleihe mit unterjähriger Zinszahlung wird dann folgendermaßen angepasst:
{\displaystyle P_{0}={\frac {\frac {K}{z}}{r_{z}}}+{\frac {N-{\frac {\frac {K}{z}}{r_{z}}}}{(1+r_{z})^{zn}}}}.
Variante 2
Man berichtigt den Jahreskupon {\displaystyle K_{J}} unter Berücksichtigung des Zinseszinseffekts, also z. B. für halbjährige Zinszahlungen:
{\displaystyle K_{J}={\frac {\frac {K}{2}}{(1+r)^{\frac {1}{2}}+{\frac {K}{2}}}}},
bzw. allgemein:
{\displaystyle K_{J}=\sum _{n=1}^{z}{\frac {K}{z}}q^{\frac {z-u}{z}}}.

## Wirtschaftliche Aspekte
Auch wenn Standardanleihen mit dem nachschüssig gezahlten Nominalzins und der vollständigen Rückzahlung gemeinsame Merkmale aufweisen, gehören sie nicht zu einer einheitlichen Anlageklasse. So gibt es im Hinblick auf das Kursrisiko Staatsanleihen von relativ risikolosen Schuldner-Staaten (etwa Bundesanleihen) und hochvolatile Staatsanleihen mit hohem Finanzrisiko (etwa Argentinien-Anleihen). Bei der Risikoklasse werden die Anleger nach ihrer Risikobereitschaft in risikofreudige bis risikoscheue Anleger eingeteilt, so dass die entsprechende Anlageklasse auch der zugehörigen Risikoklasse im Rahmen der Asset Allocation zugeteilt werden kann.   
Standardanleihen sind ein zentraler Begriff für die betriebswirtschaftliche Kennzahl der Konvexität. Eine Standardanleihe (ohne besondere Rechte für Emittenten oder Gläubiger) besitzt nämlich stets eine positive Konvexität. Eine negative Konvexität entsteht, sobald Emittent oder Gläubigern ein Kündigungsrecht eingeräumt wird. Dann handelt es sich nicht mehr um eine Standardanleihe.